# آيت حكيم آيت يزيد (أورير)
آيت حكيم آيت يزيد هي إجماعة قروية في دائرة آيت أورير التابعة لإقليم الحوز في المملكة المغربية. يتبع آيت حكيم آيت يزيد مشيخة وحدة و4 دواوير، وبلغ عدد سكانها 2704 فرداً سنة 2004 حسب الإحصاء الرسمي للسكان والسكنى.

## التقسيمات الإداريّة
تعتبر آيت حكيم آيت يزيد إحدى الجماعات القروية المشكّلة لدائرة آيت أورير، وهو التقسيم الإداري من المستوى الخامس المعتمد في المغرب. تنقسم دائرة آيت أورير إلى 7 جماعات قروية تختلف من حيث السكان والمساحة، والتي بدورها تنقسم إلى مشيخات تضم عدداً من الدواوير.